# Bollenhut

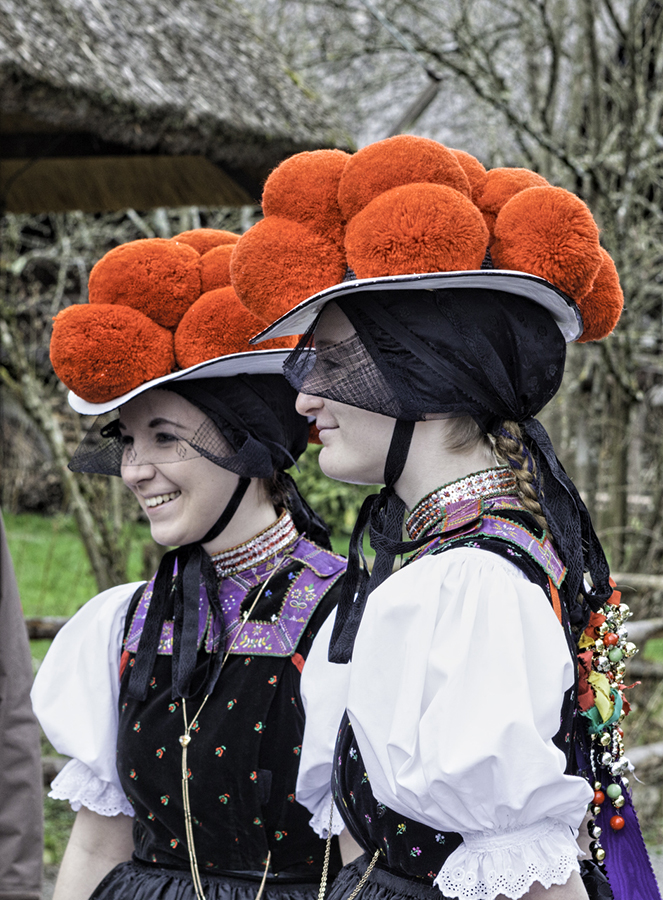
Figurantes portant le dirndl et le bollenhut au musée en plein air de Gutach.

Le Bollenhut est un chapeau à pompons caractéristique du costume traditionnel de la Forêt-Noire, dont il est devenu le symbole. En réalité il était porté dans trois villages protestants de la vallée de la Kinzig : Gutach (Schwarzwaldbahn), Kirnbach et Hornberg-Reichenbach.
Les pompons des jeunes filles étaient rouges, ceux des femmes mariées noirs.